# Thuyết Y
Thuyết Y là một lý thuyết về quản trị nhân sự (OB) được Douglas McGregor (Trường Quản trị Sloan của MIT) đưa vào thập niên 1960, bên cạnh Thuyết X và Thuyết Z.

## Nội dung thuyết
Là lý thuyết linh động và thiên hướng tích cực về con người và hành vi con người.
Cho rằng con người bản chất thích làm việc và không trốn tránh khi có thể.
Con người làm việc theo nhóm thích tự định hướng và làm chủ.
Con người sẽ gắn với nhóm nếu họ đạt được sự thỏa mãn cá nhân.
Con người muốn và có thể học cách gánh vác trách nhiệm.
Tài năng con người luôn tiềm ẩn, vấn đề quan trọng là biết khơi dậy.
Không cần phải thưởng nếu muốn họ làm việc và không đánh giá cao việc trừng phạt khi họ không làm việc.
Con người không thích bị kiểm soát, nếu không bị kiểm soát mới làm việc tốt.
Thuyết này cho rằng con người luôn có khát vọng, tự khả năng tự khích lệ bản thân, có khả năng nhận những bổn phận lớn hơn, có khả năng tự chủ, tự trị. Thuyết này cũng tin rằng con người thích thực hiện nhiệm vụ một cách tự giác.
Các nhà quản lý theo thuyết này cho rằng nếu tạo cơ hội, người lao động sẽ hết sức sáng tạo và tiến bộ trong công việc. Nếu cho người lao động quyền tự do thể hiện khả năng tốt nhất của mình mà không bị ràng buộc bởi các hướng dẫn, luật lệ quá chặt chẽ, họ sẽ có khả năng làm gia tăng năng suất lao động đáng kể.
Nhà quản lý theo Thuyết Y cũng tin rằng việc tạo ra những điều kiện làm việc tốt, gây cho người lao động hứng thú với công việc họ yêu thích họ sẽ có những cống hiến tuyệt vời. Do vậy các nhà quản lý cố làm hết sức để giải phóng người lao động khỏi các hàng rào ngăn cản sự thể hiện khả năng bản thân họ.
Đại đa số mọi người hoan nghênh Thuyết Y này của Douglas McGregor và mong các nhà quản lý cải thiện điều kiện làm việc theo hướng này.

## Ứng dụng
Đúng trong nhiều trường hợp. Các công ty sử dụng người lao động có trình độ cao và làm công việc có nhiều tính sáng tạo như Apple, Microsoft, Google... đều theo thuyết này và cố gắng tạo ra những môi trường làm việc tự do và lý tưởng nhất trong mức có thể.
Tuy nhiên, cũng giống như Thuyết X, Thuyết Y không tuyệt đối, nó được sử dụng kết hợp sẽ đem lại hiệu quả cao.
Thuyết này cũng có tác dụng gợi ý cho các nhà quản lý và luôn là bài học kinh điển trong quản trị nhân sự hiện đại.